# Vauxhall Victor
Vauxhall Victor är en personbil, tillverkad i fem generationer av den brittiska biltillverkaren Vauxhall mellan 1957 och 1978.

## Victor F (1957-61)
Hösten 1957 ersattes Vauxhall Wyvern av den något mindre Victor F. Liksom den tyska koncernkollegan Opel Rekord var karossen influerad av det rådande amerikanska modet, med fenor och panoramaruta fram. Resultatet blev inte så lyckat i den mindre europeiska skalan och redan 1959 kom en lätt ansiktslyftning, där man försökte tona ned de värsta överdrifterna.
Victor F exporterades bland annat till Nordamerika. I Canada såldes den under märkesnamnet Envoy.
Motor:
| Modell   | Motor              | Cylindervolym | Effekt | Bränslesystem   |
| -------- | ------------------ | ------------- | ------ | --------------- |
| Victor F | 4-cyl radmotor ohv | 1507 cm³      | 55 hk  | Enkel förgasare |

## Victor FB (1961-64)
Hösten 1961 kom den konservativt formgivna Victor FB. Programmet kompletterades med den sportiga VX4/90, med bland annat tvåförgasarmotor och servobromsar. 
Sedan Pontiac, Oldsmobile och Buick presenterat sina egna kompaktbilar upphörde exporten till Nordamerika.
Motor:
| Modell    | Motor              | Cylindervolym | Effekt | Bränslesystem    |
| --------- | ------------------ | ------------- | ------ | ---------------- |
| Victor FB | 4-cyl radmotor ohv | 1507 cm³      | 50 hk  | Enkel förgasare  |
| VX4/90 FB | 4-cyl radmotor ohv | 1507 cm³      | 72 hk  | Dubbla förgasare |

## Victor FC (1964-67)
Redan efter tre år kom Victor FC hösten 1964. FC hade ny kaross, men under skalet var det i stort sett samma bil som företrädaren. Den marknadsfördes 1966 som Victor 101, i samband med att motorstorleken ökade från 97,4 cu.in. (1596 cm3) till 101 cu.in. (1655 cm3).
Motor:
| Modell    | Motor              | Cylindervolym | Effekt | Bränslesystem    |
| --------- | ------------------ | ------------- | ------ | ---------------- |
| Victor FC | 4-cyl radmotor ohv | 1596 cm³      | 59 hk  | Enkel förgasare  |
| VX4/90 FC | 4-cyl radmotor ohv | 1596 cm³      | 75 hk  | Dubbla förgasare |

## Victor/Ventora FD (1967-72)
Victor FD från 1967 var en nykonstruerad och bättre bil än företrädaren. En ny motor med överliggande kamaxel infördes och hjulupphängningarna hade moderniserats, med bland annat skruvfjädrar på bakaxeln. Programmet kompletterades med den sexcylindriga Ventora, med motor från den större Cresta-modellen.
Motor:
| Modell       | Motor               | Cylindervolym | Effekt | Bränslesystem    |
| ------------ | ------------------- | ------------- | ------ | ---------------- |
| Victor 1600  | 4-cyl radmotor SOHC | 1599 cm³      | 79 hk  | Enkel förgasare  |
| Victor 2000  | 4-cyl radmotor SOHC | 1975 cm³      | 99 hk  | Enkel förgasare  |
| VX4/90       | 4-cyl radmotor SOHC | 1975 cm³      | 108 hk | Dubbla förgasare |
| Ventora 3300 | 6-cyl radmotor ohv  | 3293 cm³      | 125 hk | Enkel förgasare  |

## Victor/Ventora FE (1972-78)
Victor/Ventora FE från 1972 var de sista bilar som konstruerades av Vauxhall, innan företaget degraderades till att bygga Opel-bilar istället. Samordningen hade dock redan börjat och under skalet delade FE-modellen många komponenter med Opel Rekord. De fyrcylindriga motorerna hade blivit lite större.
Hösten 1976 försvann den sexcylindriga Ventora och Victor-modellerna bytte namn till VX1800 respektive VX2300. Två år senare ersattes de av Vauxhall Carlton, en Opel Rekord i allt utom namnet.
Sedan produktionen lagts ned i Storbritannien, sålde General Motors tillverkningsrätten till indiska Hindustan. Bilen såldes under namnet Hindustan Contessa mellan 1982 och 2002.
Motor:
| Modell       | Motor               | Cylindervolym | Effekt | Bränslesystem    |
| ------------ | ------------------- | ------------- | ------ | ---------------- |
| Victor 1800  | 4-cyl radmotor SOHC | 1759 cm³      | 78 hk  | Enkel förgasare  |
| Victor 2300  | 4-cyl radmotor SOHC | 2279 cm³      | 111 hk | Enkel förgasare  |
| VX4/90       | 4-cyl radmotor SOHC | 2279 cm³      | 123 hk | Dubbla förgasare |
| Ventora 2800 | 6-cyl radmotor ohv  | 2793 cm³      | 116 hk | Enkel förgasare  |
| Ventora 3300 | 6-cyl radmotor ohv  | 3293 cm³      | 125 hk | Enkel förgasare  |